# Resident Evil 0
Resident Evil 0, i Japan känt som biohazard 0 (バイオハザード0 Baiohazādo 0?), är ett TV-spel i Resident Evil-serien som släpptes exklusivt till GameCube 2002. Det är det femte spelet i huvudserien enligt utgivningsdatum men det utspelar sig kort före det första spelet.

## Handling
Spelet utspelar sig i skogarna runt Raccoon City dit S.T.A.R.S. grupp Bravo skickats för att undersöka några mord. Händelseförloppet är litet före det i det första spelet och följer vad som hände Bravo-gruppen och speciellt följer det med Rebecca Chambers, som delar huvudrollen med Billy Coen en ex-militär som dömts för mord på 23 personer och är på väg att bli avrättad i början av spelet.

## Spelsätt
Till skillnad från tidigare spel där det ofta fanns två protagonister som delade upp sig åt olika håll så introducerade Resident Evil 0 ett system där båda personerna följde med så gott som hela tiden och man kunde delvis styra den andra personen med den andra analoga styrspaken, man kunde också när som helst alternera mellan de två personerna.
I vissa delar av spelet så är dock personerna tvångsseparerade och speldesignen fungerar ofta så att för att klara vissa pussel krävs det att personerna separeras för en liten stund.

## Figurer
- Rebecca Chambers
- Billy Coen
- Albert Wesker
- Dr. William Birkin
- Dr. James Marcus